# Mesh (musikgrupp)
Mesh är ett brittiskt synthband från Bristol, bildat 1991. Några av bandets mest kända låtar är "Trust You", "It Scares Me" och "Not Prepared".
Nuvarande medlemmar är Mark Hockings (sång) och Richard Silverthorn (klaviatur). Mellan 1991 och 2006 var Neil Taylor på klaviatur medlem i gruppen.

## Diskografi
Album
- Mesh (1995)
- Fragmente (1998)
- Fragile (1999)
- In This Place Forever (1996)
- The Point At Which It Falls Apart (1999)
- Who Watches Over Me? (2002)
- We Collide (2006)
- A Perfect Solution (2009)
- Automation Baby (2013)
- Looking Skyward (2016)

Singlar/EPs
- Fragile (EP) (1994)
- "You Didn't Want Me" (1997)
- "Trust You" (1998)
- "People Like Me (With This Gun)" (1999)
- "It Scares Me" (1999)
- "Not Prepared" (1999)
- Live Singles EP (2000)
- "Waves" (2000) (som Mark'Oh & Mesh)
- "Leave You Nothing" (2002)
- "Friends Like These" (2003)
- "Cras"' (2006)
- "My Hands Are Tied" / "Petrified" (2006)
- "Only Better" (2009)
- "How Long?" (2010)
- "You'll Never Understand" (2011)
- "Born To Lie" (2013)
- "Adjust Your Set" (2013)
- "Kill Your Darlings" (2016)